# Костантіно Борсіні
Костантіно Борсіні (італ. Costantino Borsini, 7 квітня 1906 року, Мілан — 21 жовтня 1940 року, Червоне море) — італійський морський офіцер, посмертно нагороджений Золотою медаллю «За військову доблесть» під час Другої світової війни.

## Біографія
Костантіно Борсіні народився 7 квітня 1906 року в Мілані. Після закінчення Морської академії в Ліворно у званні гардемарина був скерований для проходження служби на лінкорі «Джуліо Чезаре». У 1932 році отримав звання лейтенанта. 1933 року служив у Китаї у складі італійської ескадри в Тяньцзіні. Після повернення в Італію пройшов курс «Повітряних спостерігачів» в Таранто. У січні 1940 року, після командування міноносцем «Кліо», був призначений командиром шлюпа «Еритрея», який базувався в Червоному морі. У травні того ж року отримав звання капітана 3-го рангу і був призначений капітаном есмінця «Франческо Нулло», який базувався в Массауа і входив до складу 3-ї ескадри есмінців, разом з однотипними есмінцями «Чезаре Баттісті», «Данієле Манін» і «Надзаріо Сауро».
Після декількох невдалих вилазок, під час яких не було зустрічі з ворогом, «Франческо Нулло» був залучений до атаки на конвой «BN 7» уночі 20 жовтня 1940 року, разом з однотипним «Надзаріо Сауро» та есмінцями «Леоне» і «Пантера» з 5-ї ескадри есмінці, яка також базувалась в Массауа.
Зустрівши конвой, «Франческо Нулло» атакував його, але незабаром у нього заклинило стернове керування, і він був пошкоджений вогнем крейсера «Ліндер». Пізніше його переслідував есмінець «Кімберлі», який зрештою і потопив «Франческо Нулло» поблизу острова Харміль.
Костантіно Борсіні загинув разом зі своїм кораблем після того, як впевнився, що екіпаж покинув судно, яке згодом було торпедоване есмінцем «Кімберлі». Разом з ним загинув його ад'ютант Вінченцо Чараволо. Обоє посмертно були нагороджені «Золотою медаллю за військову доблесть».

## Вшанування
На честь Костантіно Борсіні планувалось назвати один з есмінців типу «Команданті Медальє д'Оро», але будівництво не було завершене.
Також на честь Костантіно Борсіні названо патрульний катер типу «Команданте»  Comandante Borsini (P 491).

## Нагороди
- Золота медаль «За військову доблесть»